# Ahmet Hadžipašić
Ahmet Hadzipasić (ur. 1 czerwca 1952 w Cazinie, zm. 23 lipca 2008 w Zenicy) – polityk bośniacki, premier Federacji Bośni i Hercegowiny od 14 lutego 2003 do maja 2007, z przerwą w dniach 22-23 marca 2007.
Z pochodzenia był Bośniakiem. Był członkiem Partii Akcji Demokratycznej (SDA, Stranka Demokratske Akcije). Hadzipasić pracował wcześniej jako profesor na Uniwersytecie w Sarajewie. Był żonaty, miał dwoje dzieci.
22 marca 2007 parlament Federacji Bośni i Hercegowiny zaprzysiągł nowy rząd na czele z premierem Nedžadem Brankoviciem, jednakże następnego dnia decyzja ta została anulowana przez Wysokiego Przedstawiciela dla Bośni i Hercegowiny, Christiana Schwarz-Schillinga, który przywrócił na urząd Hadžipašića.